# Jawharat Najm Larache
Dernière mise à jour : 1 août 2024.
Jawharat Najm Larache (en arabe : جوهرة نجم العرائش) est un club de football féminin marocain qui évolue en deuxième division.
Le club est basé dans la ville côtière de Larache, située au nord-ouest du Maroc. Les matchs à domicile se jouent au Stade municipal de Larache.

## Histoire
L'Association Jawharat Najm Larache Football Féminin a été fondée en 2010 s'agissant du premier club professionnel de la ville. Le club dispose de plusieurs catégories jeune, allant des moins de 17 ans à l'équipe senior.
L'AJNLFF a évolué en première division pendant trois saisons, de 2021 à 2024.

## Palmarès
- Championnat du Maroc D2 :
  - Vice-champion (Groupe nord) : 2021[1]